# Gmina Gdów
Die Gmina Gdów [ɡduf] ist eine Landgemeinde im Powiat Wielicki der Woiwodschaft Kleinpolen in Polen.

## Gemeinde
Zur Landgemeinde (gmina wiejska) Gdów gehören folgende 29 Dörfer mit einem Schulzenamt (sołectwo):
Bilczyce
Cichawa
Czyżów
Fałkowice
Gdów
Hucisko
Jaroszówka
Klęczana
Krakuszowice
Książnice
Kunice
Liplas
Marszowice
Niegowić
Niewiarów
Nieznanowice
Niżowa
Pierzchów
Podolany
Stryszowa
Szczytniki
Świątniki Dolne
Wiatowice
Wieniec
Winiary
Zagórzany
Zalesiany
Zborczyce
Zręczyce

## Partnerstädte
Bad Nenndorf in Niedersachsen ist seit 2007 Partnerstadt von Gdów.

## Söhne und Töchter
- Hans Pagay (1843–1915), österreichischer Theaterschauspieler, Theaterregisseur und Operettensänger
- Ludwik Solski (1855–1954), Schauspieler, Regisseur und Theaterdirektor
- Michał Grażyński (1890–1965), Politiker, Führer im Dritten Polnischen Aufstand.
- Zdzisław Stanisław Błaszczyk (* 1969), römisch-katholischer Geistlicher, Weihbischof in Rio de Janeiro